# Calimesa
Calimesa ist eine Stadt im Riverside County im US-Bundesstaat Kalifornien. Im Jahr 1990 zur City erhoben, ist Calimesa eine der jüngeren Städte im Riverside County. Das U.S. Census Bureau hat bei der Volkszählung 2020 eine Einwohnerzahl von 10.026 ermittelt. Calimesa liegt im San-Gorgonio-Pass.

## Geografie
Calimesa liegt im Norden des Riverside Countys im US-Bundesstaat Kalifornien an der Grenze zum San Bernardino County. Angrenzende Orte sind Beaumont im Süden, Cherry Valley im Osten, Yucaipa im Norden und Redlands im Nordwesten. An das Straßenverkehrsnetz ist Calimesa über die Interstate 10 angebunden, die sich quer durch das Stadtgebiet zieht.
Die Region zu der Calimesa gehört wird als Inland Empire bezeichnet, differenzierter betrachtet liegt Calimesa im Yucaipa Valley und am Westrand des San-Gorgonio-Passes.
Calimesa hat 7879 Einwohner (Stand der Volkszählung 2010) und erstreckt sich auf eine Fläche von 38,454 km², die sich komplett aus Land zusammensetzt; die Bevölkerungsdichte beträgt somit 204,9 Einwohner pro Quadratkilometer und ist vergleichsweise niedrig. An den Ausläufern der San Bernardino Mountains gelegen, befindet sich das Zentrum von Calimesa auf einer Höhe von 729 m.

## Geschichte

### Anfänge
Die neuere Geschichte von Calimesa und seinem Umland begann im Jahr 1769 mit der Gründung spanischer Missionen in Oberkalifornien. Da eine Landroute zu diesen Missionsstationen noch nicht gefunden war, führte Juan Bautista de Anza im Jahr 1774 eine Erkundungstour durch Kalifornien an. Die ersten Belege für eine Route von den Missionsstationen in Arizona zur Mission San Gabriel ArcángelSan Gabriel Mission stammen aus dem Jahr 1820. Die San Gabriel Mission lag unweit vom heutigen Los Angeles und hatte mit Assistencia in Redlands und der San Gorgonio Rancheria im heutigen Cherry Valley auch Außenposten in der Nähe vom späteren Calimesa. Die San Gorgonio Rancheria wurde zu einer Zwischenstation für Reisende auf der neuen Überlandroute.
Calimesa entstand als ländliches Städtchen mit vielen Einfamilienhäusern und Farmen. Mit Fertigstellung des U.S. Highways 99 (heute Interstate 10) wurden mehrere Unternehmen gegründet und Calimesa entwickelte eine eigene Identität, unabhängig von der Nachbarstadt Yucaipa. Im Juni 1929 nahmen 100 Einwohner an einem Treffen teil, bei dem der Wunsch nach einem eigenen Postamt geäußert wurde; des Weiteren rief man einen Wettbewerb zur Wahl eines Ortsnamens ins Leben, bei dem der Gewinner 10 US-Dollar gewinnen konnte. Unter 107 eingereichten Vorschlägen setzte sich schließlich Calimesa durch. Der Name ist ein Kompositum aus „Cali“ vom englischen „California“ und dem spanischen Wort „mesa“, das „Hochebene“ bedeutet. Das erste Postamt wurde in einem Lebensmittelgeschäft eingerichtet. Es trug dazu bei, das Selbstständigkeitsgefühl von Calimesas Einwohnern gegenüber dem Nachbarort Yucaipa zu stärken.
1939 oder 1940 wurde die Calimesa Improvement Association, Inc. gegründet. Laut ihrer Satzung sieht sie ihre Hauptaufgabe in der Entwicklung und Verbesserung von Calimesa und der Gemeinschaft. Später kaufte die South Mesa Water Company der Redlands-Yucaipa Land Company eine Parkanlage ab, um sie als Bohrplatz zu nutzen, stellte das Gelände jedoch auch für Gemeindeveranstaltungen zur Verfügung. Freiwillige bauten hier ein Gemeindezentrum. Im Jahr 1962 ging aus der Calimesa Improvement Association die Calimesa Chamber of Commerce hervor. Beide Organisationen haben Calimesa gefördert, gemeinnützige Arbeit geleistet und sich mit Problemen der Bürger befasst.
Seit 1949 verfügt Calimesa über ein Feuerwehrhaus, zuvor war die Gemeinde auf das California Department of Forestry in Yucaipa angewiesen gewesen.

### Entstehung der City of Calimesa
Calimesa erhielt am 1. Dezember 1990 vom Staat Kalifornien das Stadtrecht und ist seitdem eine City; die Nachbarstadt Yucaipa war bereits kurz zuvor zu einer unabhängigen Stadt ernannt worden. Bisher existierte Calimesa als gemeindefreier Census-designated place, der sich vom Riverside County über die Countygrenze hinweg bis ins San Bernardino County hinein erstreckte. Historisch wurde dieser Grenzverlauf durch den Wildwood Canyon Wash markiert, heute ist er größtenteils mit dem Verlauf der County Line Road identisch, einzig durch den Calimesa Creek kommt es zu kleinen Abweichungen. Ein großer Teil der einst gemeindefreien Siedlung Calimesa gehört heute zu Yucaipa: Weil die kalifornischen Gesetze die Gründung einer countyübergreifenden Stadt verbieten, musste das Gebiet geteilt werden. Hierbei fiel Yucaipa das Gebiet außerhalb des Yucaipa Valleys zu, bei dem es sich um das eigentliche Calimesa handelte. Obwohl die beiden Städte in verschiedenen Countys liegen, haben sie ein gemeinsames Straßennetz, in dem viele Straßen ins andere County hinüberführen und Namen und Hausnummerierung beibehalten.
Im letzten Jahrzehnt wurden zur Weiterentwicklung von Calimesa die Bauten mehrerer Plansiedlungen genehmigt, darunter JP Ranch Development (ca. 375 Häuser), Calimesa Springs Development (ca. 270 Häuser), Summerwind Ranch im Oak Valley (5000 Häuser und 93.000 m² zur kommerziellen Nutzung) und Mesa Verde (ca. 3800 Häuser und 81.000 m² zur kommerziellen Nutzung). Die Anzahl derzeit genehmigter neuer Wohneinheiten übersteigt die momentane Einwohnerzahl, jedoch haben sich die Bauarbeiten verlangsamt, da die Nachfrage nicht ausreichend ist.

## Politik
Calimesa ist Teil des 23. Distrikts im Senat von Kalifornien, der momentan vom Republikaner Mike Morrell vertreten wird, und des 42. Distrikts der California State Assembly, vertreten vom Republikaner Brian Nestande. Des Weiteren gehört Calimesa Kaliforniens 36. Kongresswahlbezirk an, der einen Cook Partisan Voting Index von R+1 hat und vom Demokraten Raul Ruiz vertreten wird.